# آدم هيلمز
آدم هيلمز (بالإنجليزية: Adam Helms)‏ هو مصمم وفنان أمريكي، ولد في 1974.

## وصلات خارجية
- آدم هيلمز على موقع ميوزك برينز (الإنجليزية)